# HOXA7
HOXA7 (англ. Homeobox A7) – білок, який кодується однойменним геном, розташованим у людей на короткому плечі 7-ї хромосоми. Довжина поліпептидного ланцюга білка становить 230 амінокислот, а молекулярна маса — 25 355.
| 10         |  | 20         |  | 30         |  | 40         |  | 50         |
| ---------- |  | ---------- |  | ---------- |  | ---------- |  | ---------- |
| MSSSYYVNAL |  | FSKYTAGASL |  | FQNAEPTSCS |  | FAPNSQRSGY |  | GAGAGAFAST |
| VPGLYNVNSP |  | LYQSPFASGY |  | GLGADAYGNL |  | PCASYDQNIP |  | GLCSDLAKGA |
| CDKTDEGALH |  | GAAEANFRIY |  | PWMRSSGPDR |  | KRGRQTYTRY |  | QTLELEKEFH |
| FNRYLTRRRR |  | IEIAHALCLT |  | ERQIKIWFQN |  | RRMKWKKEHK |  | DEGPTAAAAP |
| EGAVPSAAAT |  | AAADKADEED |  | DDEEEEDEEE |  |            |  |            |

A: Аланін

C: Цистеїн

D: Аспарагінова кислота

E: Глутамінова кислота

F: Фенілаланін

G: Гліцин

H: Гістидин

I: Ізолейцин

K: Лізин

L: Лейцин

M: Метіонін

N: Аспарагін

P: Пролін

Q: Глутамін

R: Аргінін

S: Серин

T: Треонін

V: Валін

W: Триптофан

Кодований геном білок за функцією належить до білків розвитку. 
Задіяний у таких біологічних процесах, як транскрипція, регуляція транскрипції. 
Білок має сайт для зв'язування з ДНК. 
Локалізований у ядрі.